# بني فلاح (ذمار)
بني فلاح هي إحدى قرى الجمهورية اليمنية. تتبع جغرافيا لمحافظة ذمار وإداريًا لمديرية جهران. يبلغ تعداد سكانها 1735 نسمة حسب الإحصاء الذي أجري عام 2004.